# Rue Lauriston
La rue Lauriston est une voie du 16e arrondissement de Paris.

## Origine du nom
La rue tire son nom de Jacques Alexandre Law de Lauriston (1768-1828), militaire et homme d'État sous le Premier Empire et la Restauration.

## Historique
Cette voie de l'ancienne commune de Passy, qui est indiquée à l'état de chemin sur le plan de Roussel en 1730, se nommait « chemin du Bel-Air » en 1820 puis « rue du Bel-Air » après avoir été transformée en rue.
Elle est classée dans la voirie parisienne en vertu d'un décret du 23 mai 1863 et prend sa dénomination actuelle par un décret du 24 août 1864.
Durant la Seconde Guerre mondiale, la Gestapo française de Bonny (1895-1944) et Lafont (1902-1944) y était située.
L'unique court de jeu de paume restant de Paris y est situé (voir Jeu de paume de Paris).

## Bâtiments remarquables et lieux de mémoire
- Les réservoirs de Passy sont situés dans cette rue. Construits par Eugène Belgrand (1810-1878) et mis en service sous le Second Empire, ils sont parmi les principaux réservoirs de stockage d'eau non potable à Paris.
- No 17 : la photographe française d'origine hongroise Ergy Landau (1896-1967) ouvre en 1923 son studio photographique à cette adresse, où elle habitait[2].
- No 40 : domicile du peintre et illustrateur Fabien Fabiano qui y mourut le 26 mai 1962[réf. nécessaire].
- No 74 : centre scientifique de l'Académie polonaise des sciences.
- No 74 ter : le Jeu de paume de Paris, l'unique jeu de paume de Paris, et l'une des trois dernières salles en activité en France, avec Fontainebleau et Bordeaux. A l'aspect d'une maison fortifiée avec des verrières visibles. Abrite une salle de danse. Architectes : J. et R. Vieux, 1908.
- No 82 : domicile de Michel Droit, rédacteur en chef du Figaro littéraire. Un attentat vise son appartement en janvier 1962, parmi plusieurs ciblant des journalistes et des hommes politiques[3].
- No 83 : domicile de Rachel Dreyfus (1851-1942), épouse Albert Schil, celle-ci est la sœur d’Alfred Dreyfus, protagoniste central de l’affaire Dreyfus. Par ailleurs, des années 1960 jusqu'à 2002, siège d'un hôpital de jour en psychiatrie de la MGEN.
- No 84 : entrée du square de l'Union.
- No 93 : durant la Seconde Guerre mondiale, cet immeuble abritait le siège la Gestapo française.
- No 97 : plaque en hommage à Louis Moreau, tombé pour la France le 25 août 1944, pendant la Libération de Paris.
- No 101 bis : l'écrivain Joseph Bialot y a écrit en 1978 son premier roman policier Le Salon du prêt à saigner qui fut récompensé par le Grand Prix de littérature policière en 1979.
- No 103 : adresse du journal Radar qui parut de 1949 à 1962.
- No 106 : domicile de l'écrivain Henry de Montherlant entre 1901 et 1907. Une plaque lui rend hommage.
- Lors de l'affaire de l'enlèvement d'Éric Peugeot en 1960, l'enfant est libéré au coin de la rue Lauriston et de l'avenue Raymond-Poincaré[4].

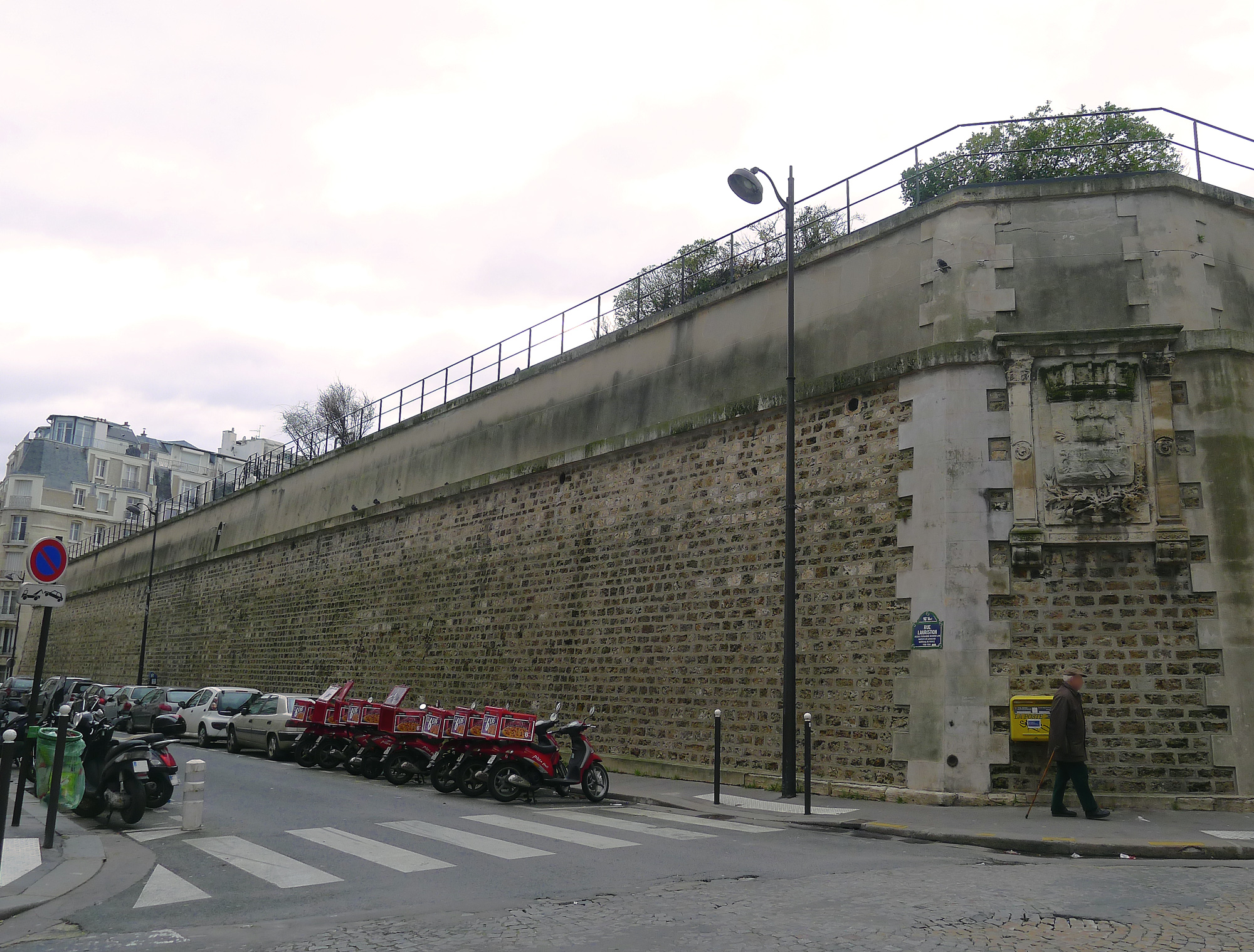
Les réservoirs de Passy vus depuis la rue Lauriston.
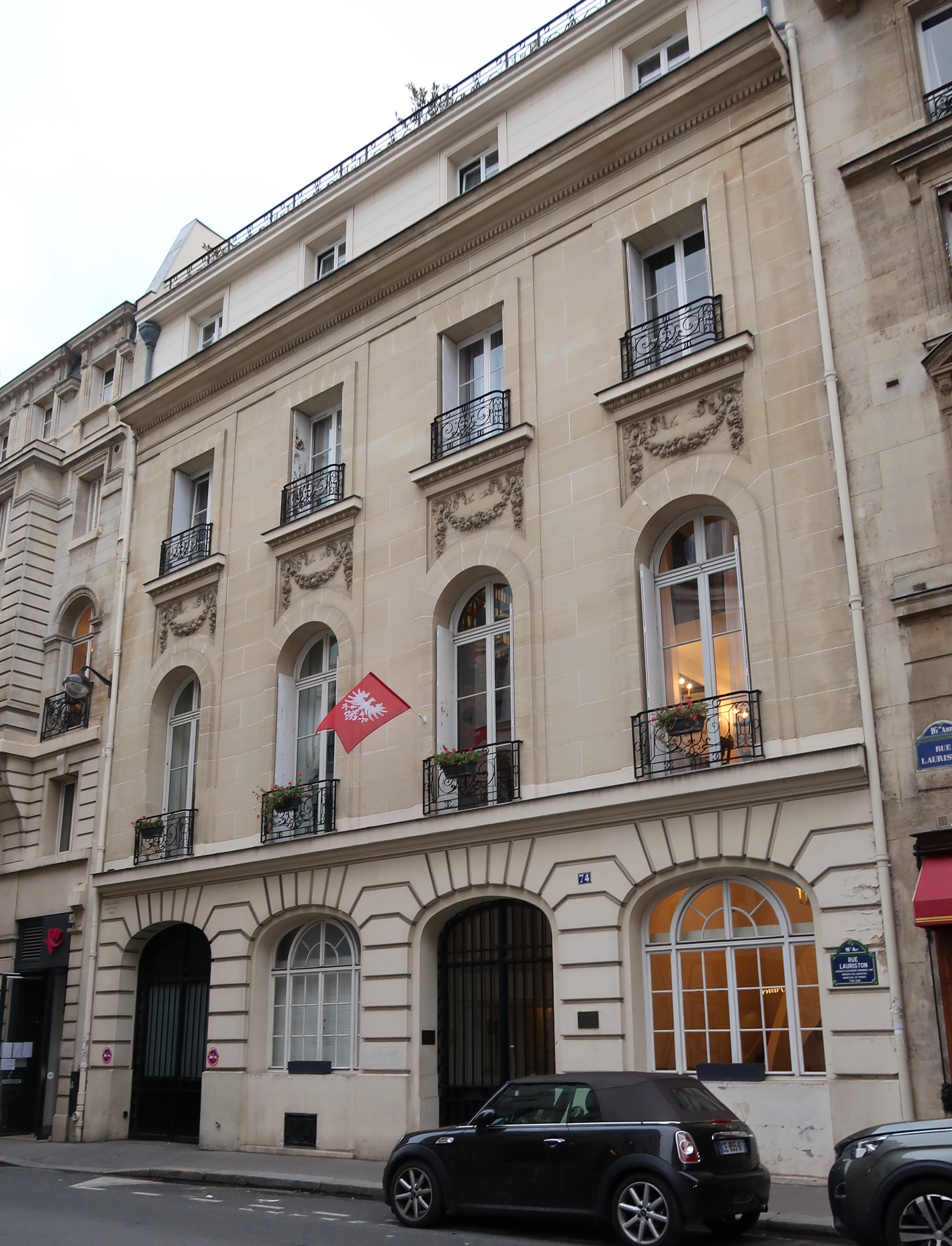
No 74, centre scientifique de l'Académie polonaise des sciences.
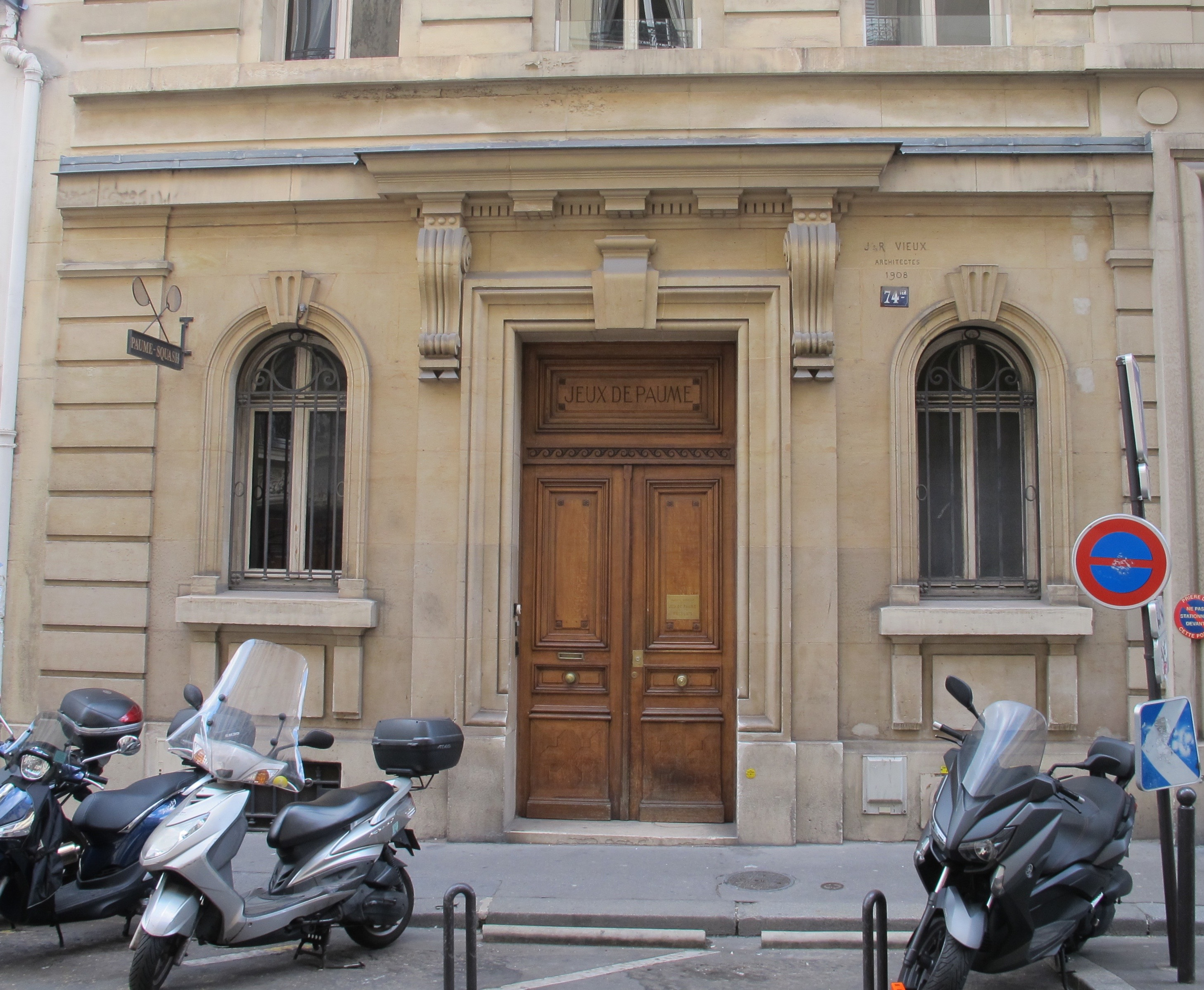
No 74 ter, Jeu de paume de Paris.
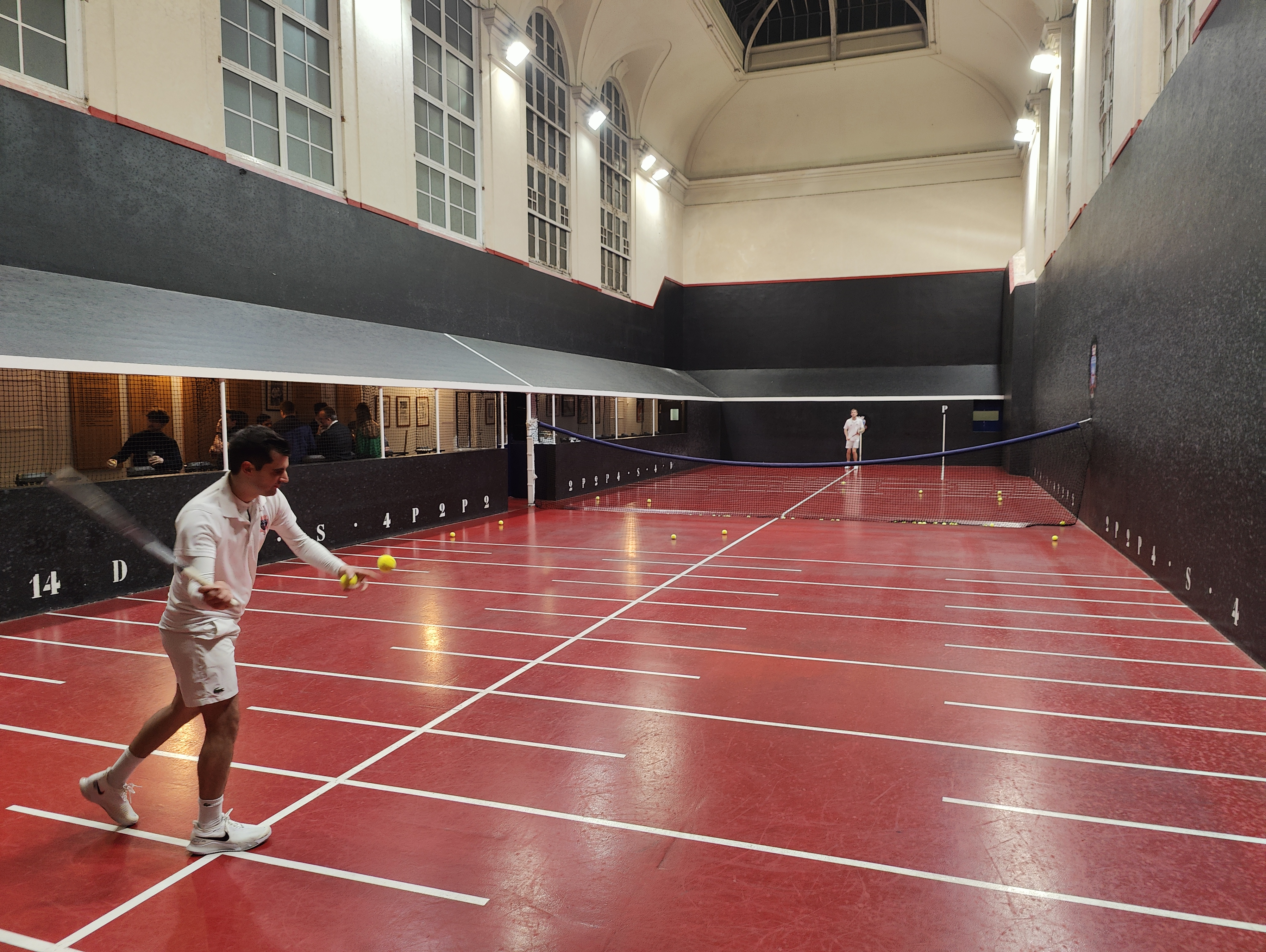
Court du Jeu de paume de Paris.
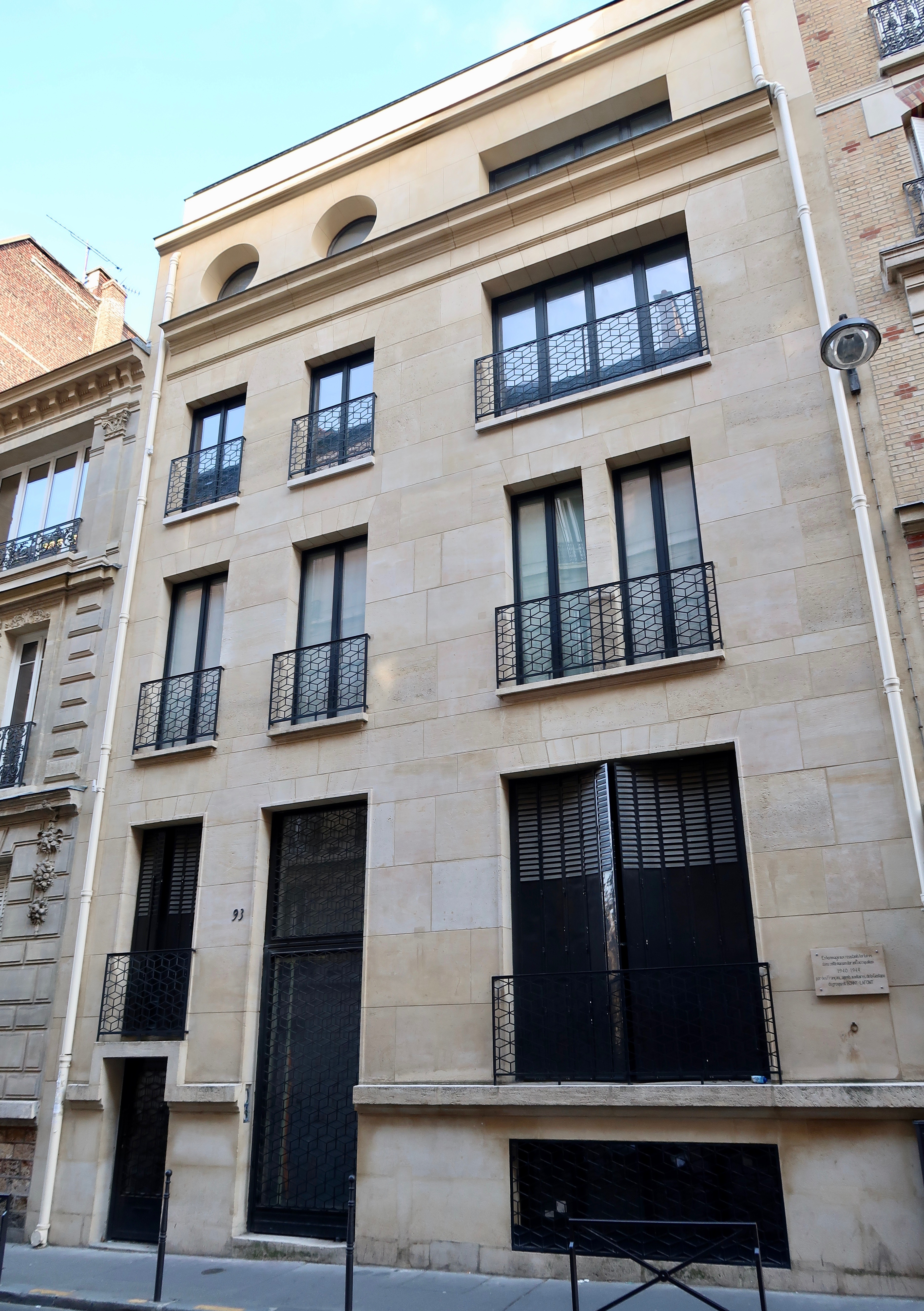
No 93, ancien siège de la Gestapo française.
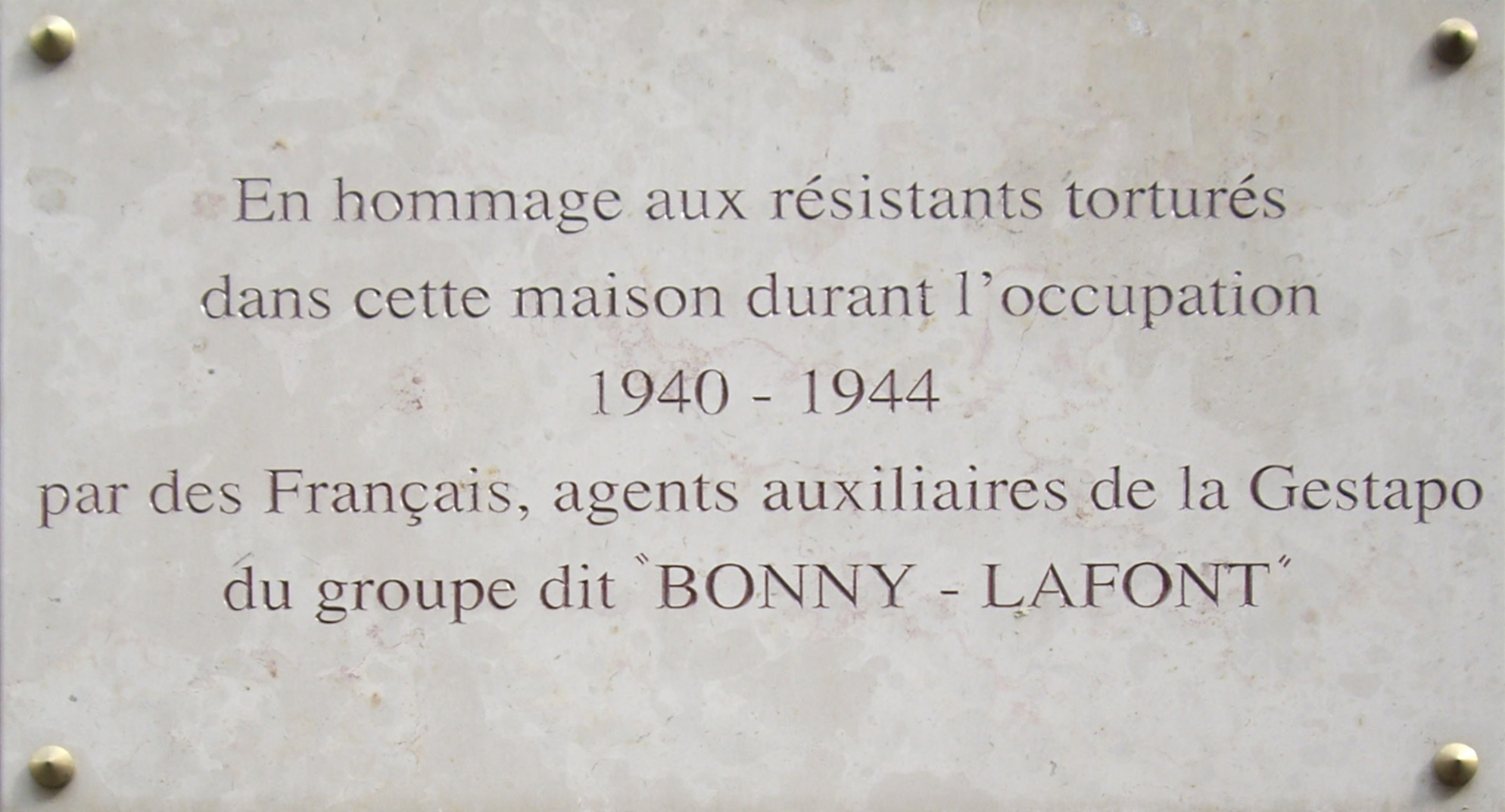
Plaque au no 93.
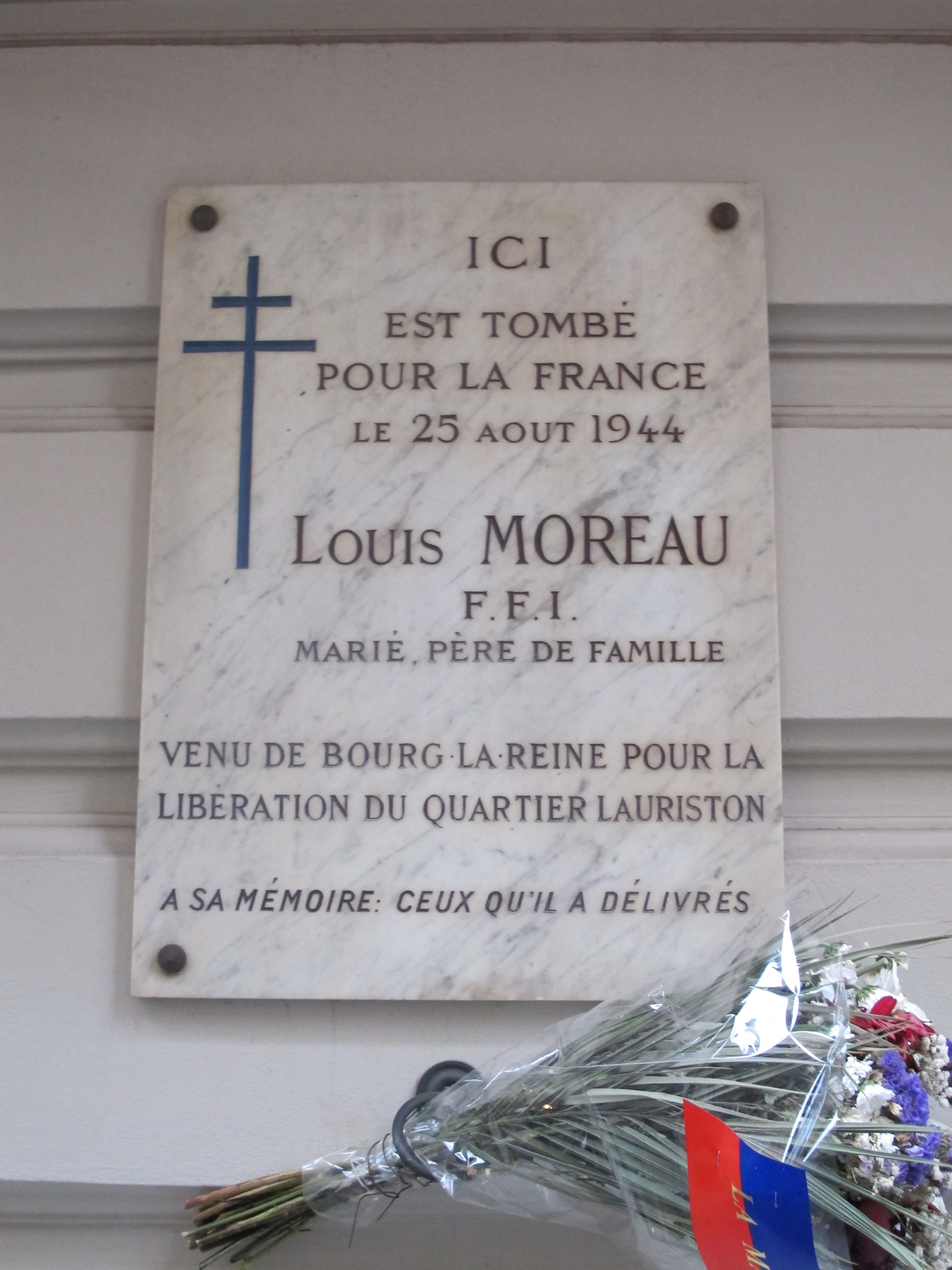
Plaque au no 97.
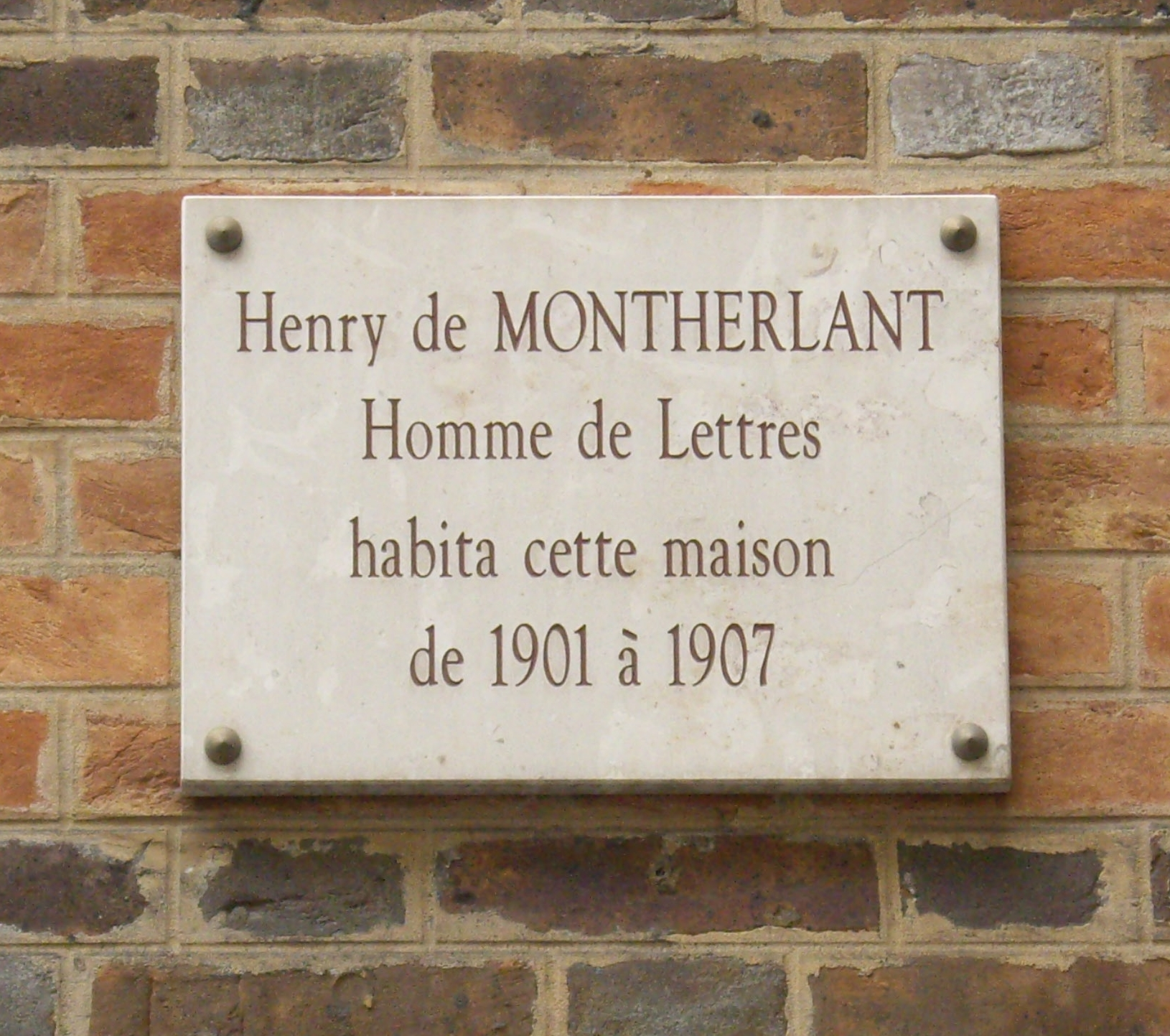
Plaque au no 106.

## Dans la culture
- Plusieurs scènes des Leçons du Vertige de Jean-Pierre Montal (Pierre-Guillaume de Roux, 2017) se passent dans un appartement de la rue Lauriston — avec vue sur les réservoirs.
- En raison du caractère bourgeois de ce quartier, le chanteur Pierre Perret place dans la rue Lauriston l'action mettant en scène une bonne espagnole de l'un des couplets de sa chanson des années 1960 La Corrida.
- On retrouve mentionnée, dans la chanson écrite par Allain Leprest et interprétée par Jean-Louis Foulquier, Tout c'qu'est dégueulasse, la rue Lauriston.